# Blowick
Blowick – wieś w Anglii, w hrabstwie ceremonialnym Merseyside, w dystrykcie metropolitalnym Sefton. Leży 27 km na północ od centrum Liverpool i 306 km na północny zachód od Londynu.